# Azorská vlajka

Azorská vlajka
Poměr stran: 2:3

Vlajka Azor, portugalského autonomního ostrovního regionu, je tvořena listem o poměru stran 2:3 se dvěma svislými pruhy, modrým a bílým, o poměru šířek 2:5. Přes dělicí linii pruhů je zobrazen stylizovaný letící žlutý jestřáb. Nad ním je v půlkruhu devět žlutých, pěticípých hvězd. Při horním rohu je umístěn štít portugalského státního znaku.
Předloha modrobílého listu pochází z portugalské vlajky z let 1830–1910. Inspiraci při vzniku vlajky byla též vlajka autonomistické Fronty osvobození Azorských ostrovů (portugalsky Frente de Libertação dos Açores, FLA).

Portugalská vlajka (1830–1910) Poměr stran: 2:3
Vlajka Fronty osvobození Azorských ostrovů (FLA)

## Historie
2. dubna nebo 23. března 1979 byl azorskou vládou schválen zákon upravující symboliku portugalské autonomní oblasti. Zákon byl publikován jako „Decreto Regional N 4/79/A" v Jornal Oficial da Região Autónoma dos Açores (č. 7 z 12. dubna 1979, 1. vydání) a podepsal ho Alberto Romão Madruga da Costa, předseda regionálního sněmu Azor.

## Vlajky obcí Azor

Azorské ostrovy

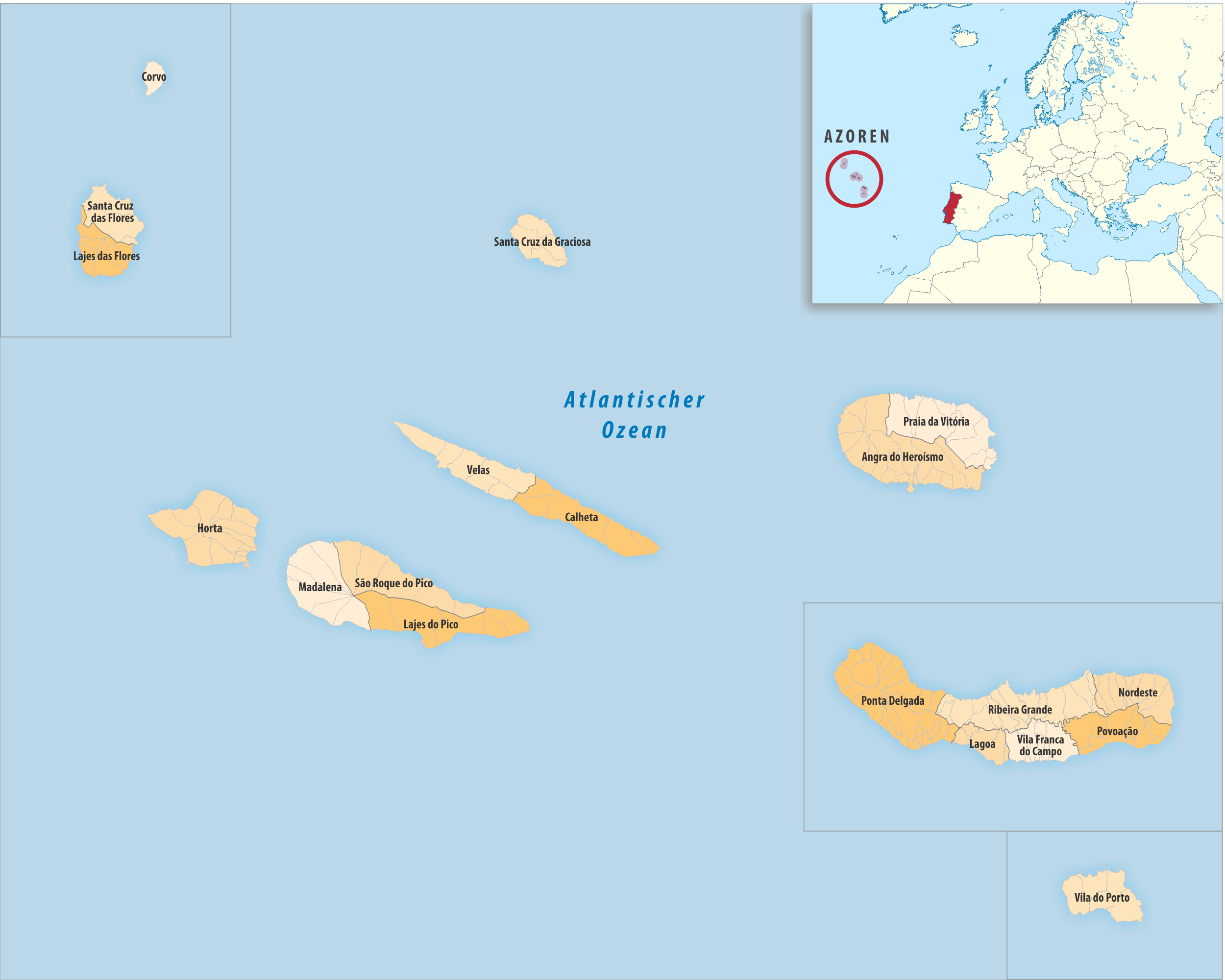
Azorské obce

Azory se člení na 19 obcí nacházejících se na 9 ostrovech.

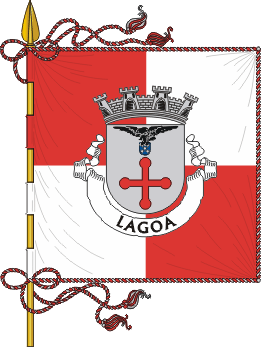
Lagoa (São Miguel) Poměr stran: 1:1
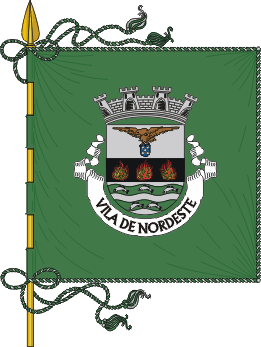
Nordeste (São Miguel) Poměr stran: 1:1
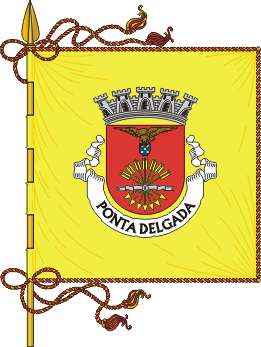
Ponta Delgada (São Miguel) Poměr stran: 1:1
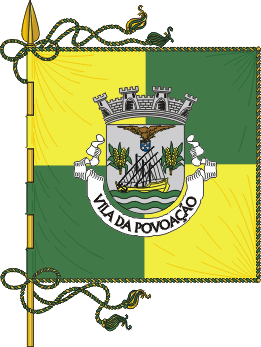
Povoação (São Miguel) Poměr stran: 1:1
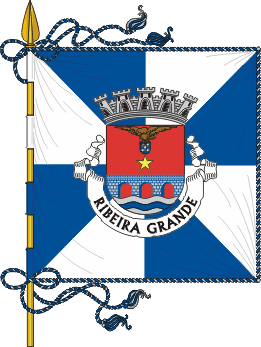
Ribeira Grande (São Miguel) Poměr stran: 1:1
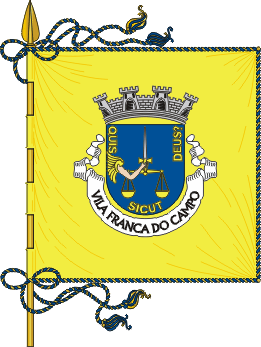
Vila Franca do Campo (São Miguel) Poměr stran: 1:1
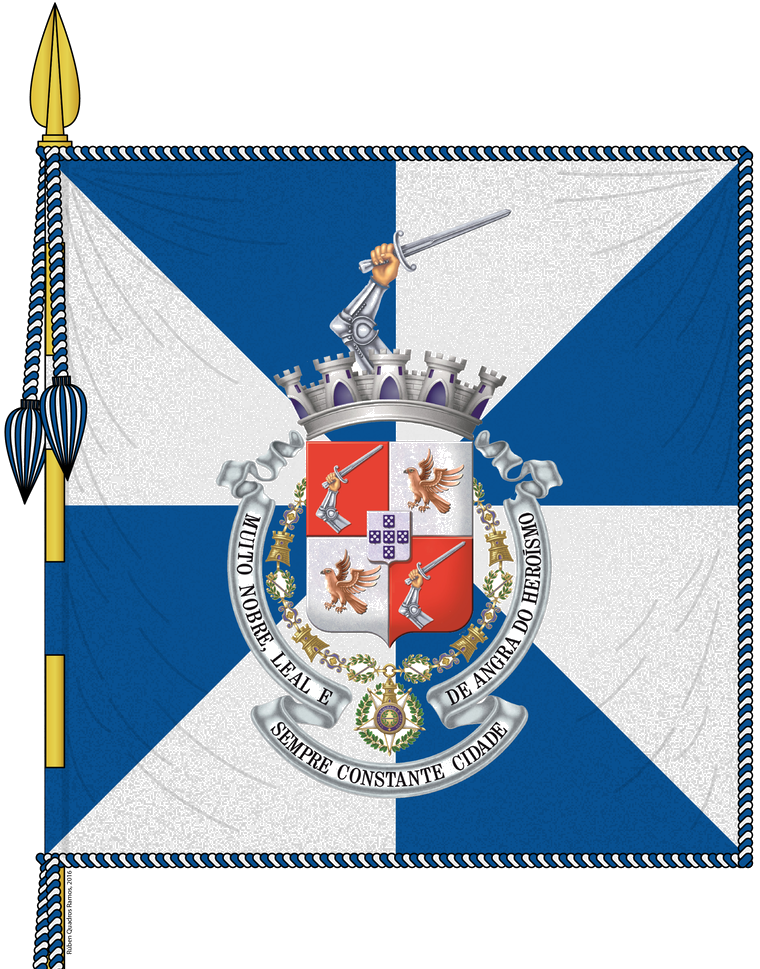
Angra do Heroísmo (Terceira) Poměr stran: 1:1
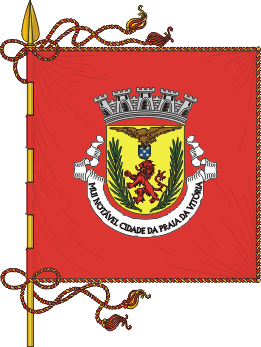
Praia da Vitória (Terceira) Poměr stran: 1:1
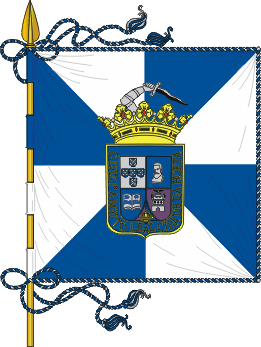
Horta (Faial) Poměr stran: 1:1
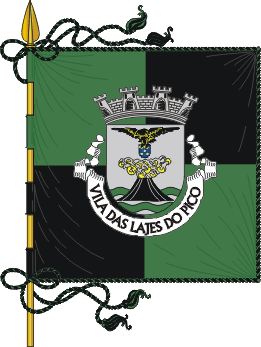
Lajes do Pico (Pico) Poměr stran: 1:1
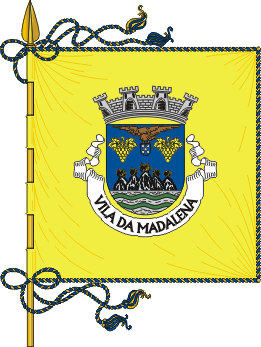
Madalena (Pico) Poměr stran: 1:1
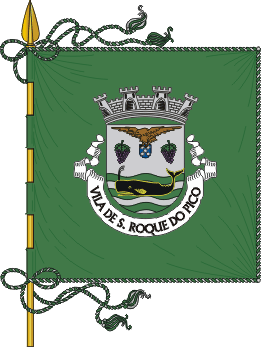
São Roque do Pico (Pico) Poměr stran: 1:1
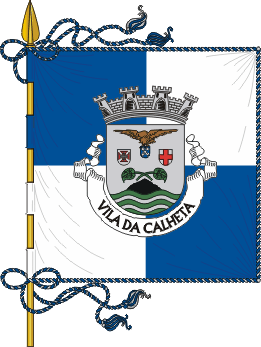
Calheta (São Jorge) Poměr stran: 1:1
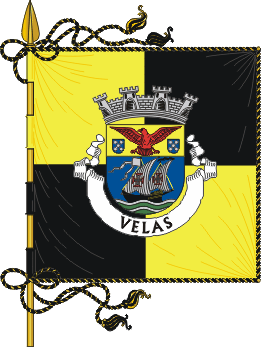
Velas (São Jorge) Poměr stran: 1:1
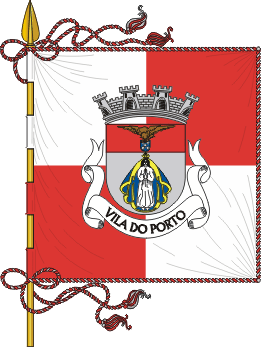
Vila do Porto (Santa Maria) Poměr stran: 1:1
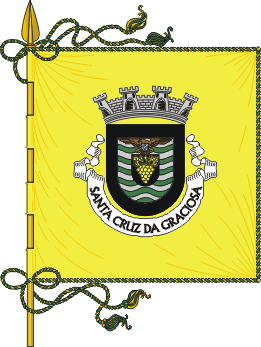
Santa Cruz da Graciosa (Graciosa) Poměr stran: 1:1
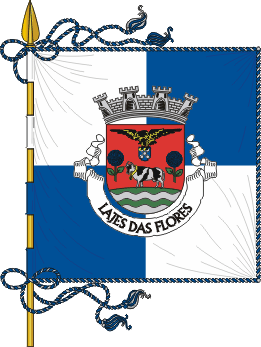
Lajes das Flores (Flores) Poměr stran: 1:1
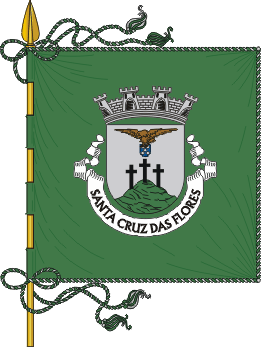
Santa Cruz das Flores (Flores) Poměr stran: 1:1
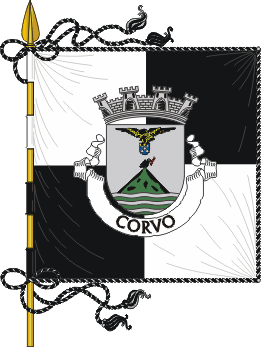
Vila do Corvo (Corvo) Poměr stran: 1:1